# Tulang Bawang (Bunga Mayang)
Tulang Bawang is een bestuurslaag in het regentschap Ogan Komering Ulu van de provincie Zuid-Sumatra, Indonesië. Tulang Bawang telt 2200 inwoners (volkstelling 2010).